# Friedrich Wilhelm Otte (Maler)

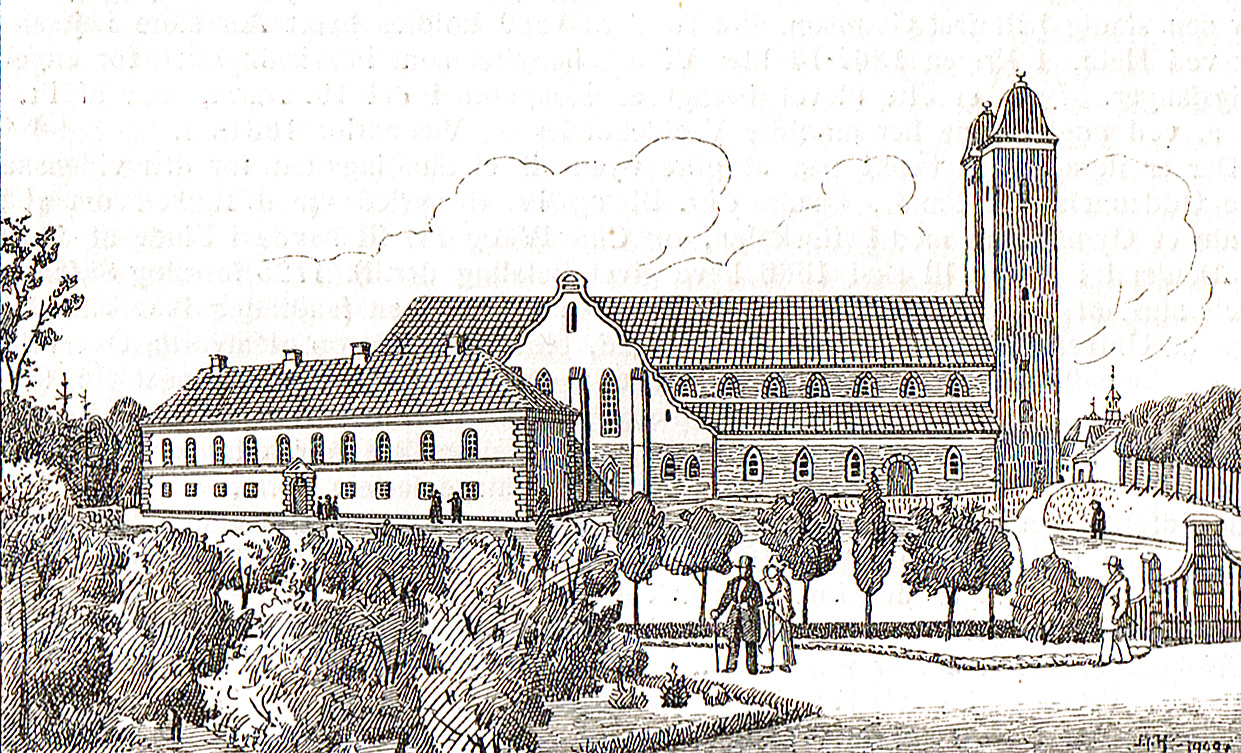
Otte: Dom in Viborg

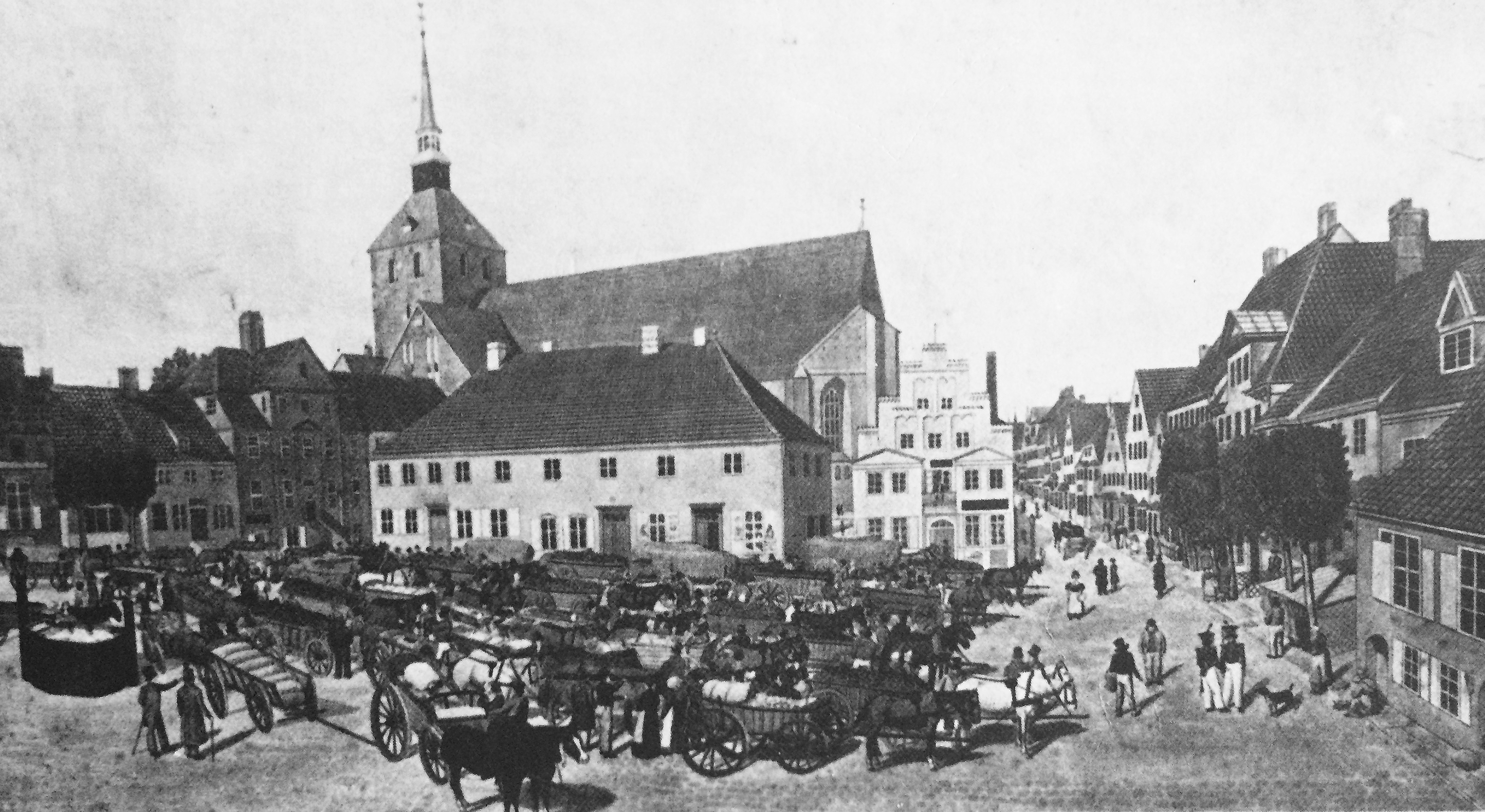
Ein Abdruck des Aquarells des Südermarktes in Flensburg um 1830.

Friedrich Wilhelm Otte (* 1795 in Uelzen; † 26. Januar 1861 in Flensburg) war ein deutscher Maler.

## Leben
Otte arbeitete als Vedoutenmaler, zeitweilig war er in Stockholm als Zeichenlehrer der Prinzen Oskar und Leopold von Schweden. In Zeitungsannoncen beschrieb er sich als Landschaftsmaler und betrieb, inspiriert vom Panoramastudio der Gebrüder Suhr in Hamburg, ein eigenes Kosmoramakabinett. In diesem wurden detaillierte Ansichten mit Häusern, Schiffen und Menschenmengen in hellen Aquarellfarben präsentiert. In einem aus 11 Kosmoramen bestehenden Kabinett, waren Ansichten aus Sankt Petersburg zu sehen. Ansonsten arbeitete er seit den 1830ern in Flensburg und Umgebung und nahm für den Vertrieb seiner Prospekte, die dänische und deutsche Marktplätze zeigten, Kontakt zur Steindruckerei von Johann Friedrich Fritz auf. Er schuf eine 4 Meter lange Ansicht der Stadt Flensburg für die Dänische Bibliothek in Flensburg als Aquarell. Daneben auch Ansichten anderer Städte wie Lübeck und Rostock. Seine Stadtansichten sind heute auch von architekturgeschichtlicher Bedeutung.